# Leica M3
La Leica M3 è la capostipite della nuova serie di macchine fotografiche a telemetro con la nuova baionetta Leica M, prodotte dalla Ernst Leitz GmbH di Wetzlar dal 1953. Come tutte le altre camere Leica delle serie precedenti, utilizza la pellicola da 35 mm con fotogrammi in formato Leica 24x36, e può continuare ad usare anche le precedenti ottiche LTM con passo a vite M39, tramite un anello adattatore. 

## Caratteristiche
Macchine di grandissimo successo, nelle quali la messa a fuoco avviene in modalità manuale tramite un mirino galileiano a telemetro, attraverso l'angolo di ripresa che viene automaticamente definito da una serie di cornici adeguate all'ottica montata, settate sia automaticamente che manualmente in base ai modelli. Fu innovativo per quei tempi l'attacco a baionetta M, il cui brevetto Leitz è poi scaduto nel 2003, e quasi contemporaneamente utilizzato anche da Zeiss con la Ikon, poi da Voigtländer con le varie fotocamere ed infine da Epson con la R-D1, costruendo quindi dei corpi e delle lenti compatibili per questo standard mondiale Leica M. Ancora oggi sono in produzione le ottiche ZM di Zeiss e quelle VM di Voigtländer-Cosina, due aziende che comunque collaborano a stretto contatto anche in altre produzioni.
Non avendo le limitazioni tipiche delle reflex, che devono fare i conti con uno specchio a ridosso della pellicola, la Leica M ha permesso di ottenere risultati fotografici di assoluta eccellenza, adottando ottiche con i migliori schemi a basso tiraggio, perfezionati anche dall'ottima ingegneria ottica bavarese. La M3 è infatti una macchina anche robustissima, praticamente indenne da guasti e nella sua evoluzione viene utilizzata anche con focali più corte (tra 21 e 135mm), nel ritratto a luce ambiente e spesso nel reportage. La caratteristica unica della M3 rispetto a tutte le altre versioni M, sta nell'avere un mirino ottico con ingrandimento quasi unitario, ovvero 0.91x il quale "vede" leggermente più grandangolare rispetto alla visione ad occhio nudo (1x è il riferimento assoluto per questi mirini) o rispetto alla focale normale ed infatti "vede" circa come un 38mm equivalente, dove la cornice più larga è quella per l'obiettivo da 50mm. Questi mirini son progettati per inquadrare una zona più ampia rispetto al fotogramma ripreso e le tre cornici della M3 sono adatte per gli obiettivi da 50, 90 e 135mm. Nella versione successiva, chiamata Leica M2 (prodotta da 1957), il mirino ha un ingrandimento 0.72x e quindi è ancora più ampio, presentando anche la cornice per l'obiettivo 35mm, focale molto usata nel reportage, ma perdendo quella per il 135mm (35 - 50 - 90mm). La M2 è molto simile alla M3, nonostante alcune piccole semplificazioni tecniche adottate (che la rendevano leggermente più economica).
Estremamente costosa, ma prodotta con una precisione meccanica da orologio svizzero, la Leica M3 è stata il cavallo di battaglia della Leica fino ai tardi anni sessanta, quando è stata sostituita dalla Leica M4. La Leica M3 è stata una delle fotocamera utilizzate anche da Henri Cartier-Bresson.